# Blessey
Blessey – była miejscowość i gmina we Francji, w regionie Burgundia-Franche-Comté, w departamencie Côte-d’Or. W dniu 1 stycznia 2009 r. Blessey została połączona z Saint-Germain-Source-Seine, tworząc nową gminę Source-Seine.
Według danych na rok 1990 gminę zamieszkiwało 30 osób, a gęstość zaludnienia wynosiła 4 osoby/km² (wśród 2044 gmin Burgundii Blessey plasuje się na 879. miejscu pod względem liczby ludności, natomiast pod względem powierzchni na miejscu 1077.).